# Cecília (gente)
A gente Cecília (em latim: Caecilia; pl. Caecilii) foi uma gente plebeia da Roma Antiga. Seus membros foram mencionados nas fontes antigas a partir do século V a.C., mas o primeiro Cecílio a obter o consulado foi Lúcio Cecílio Metelo Denter em 284 a.C. "Tito Cecílio", mencionado por Lívio como tribuno consular patrício em 444 a.C. é, na verdade, uma leitura incorreta de seu nome, Tito Clélio (em latim: Titus Cloelius).

## Origem
Como todas as famílias romanas ainda existentes no período final da República Romana, os Cecílios também traçaram sua origem até um ancestral mítico, Caeculus, o fundador de Preneste. Ele seria um filho de Vulcano engendrado a partir de uma faísca, a mesma origem contada para Sérvio Túlio. Depois de ser deixado para morrer ainda bebê, Caeculus foi salvo por Vulcano e criado por donzelas entre os pastores. Quando tornou-se adulto, conclamou os habitantes de sua região a construir uma nova cidade e conseguiu convencê-lo depois de realizar um prodígio. Uma tradição alternativa conta que os Cecílios eram descendentes de Caecas, um dos companheiros de Enéas em sua viagem para a Itália depois do saque de Troia.

## Prenomes (praenomina)
Os prenomes utilizados pelos Cecílios durante o período republicano foram Lúcio, Quinto, Caio e Marco. Tito aparece apenas no último século da República e não foi utilizado pela grande família dos Cecílios Metelos.

## Ramos e cognomes (cognomina)
Os cognome desta gente no período republicano foram Basso (em latim: Bassus), Denter, Metelo (Metellus), Níger, Pina (Pinna) e Rufo (Rufus), dos quais Metelo é o mais conhecido. A partir do consulado de Lúcio Cecílio Metelo Denter, a família dos Metelos se tornou uma das mais proeminentes de Roma e ocupou um grande número de cargos na política romana no final do século II a.C.. Quinto Metelo, cônsul em 143 a.C., teve quatro filhos e os quatro foram cônsules na sequência. Seu irmão, Lúcio Cecílio Metelo, cônsul em 142 a.C., teve dois filhos e os dois também chegaram ao consulado.

### Primeiros membros
- Gaia Cecília, a lendária personificação da vida doméstica romana; frequentemente identificada como sendo Tanaquil, esposa de Tarquínio Prisco, o quinto rei de Roma[8]
- Quinto Cecílio, tribuno da plebe em 439 a.C..[9]
- Quinto Cecílio, tribuno da plebe em 316 a.C..

### Cecílios Metelos
Os Metelos se destacaram principalmente pelo inabalável suporte ao partido dos optimates. A etimologia de seu nome é incerta. Festo relaciona-o, provavelmente pela mera similaridade de sons, com mercenarii. A história da família, tratada em detalhes pelo historiador Wilhelm Drumann, é obscura e muito dela é conjectural.

#### Membros
- Lúcio Cecílio Metelo Denter, filho do tribuno da plebe em 316 a.C.; foi cônsul em 284 a.C. e pretor em 283 a.C.; morto em combate contra os sênones.
- Lúcio Cecílio Metelo, filho do anterior e cônsul em 251 e 247 a.C. durante a Primeira Guerra Púnica; posteriormente foi pontífice máximo.
- Lúcio Cecílio Metelo, filho do cônsul em 251 a.C. e tribuno da plebe em 213 a.C. depois de ser expulso do Senado Romano pelos censores por propor que os romanos fugissem da Itália depois da derrota na Batalha de Canas (215 a.C.).
- Quinto Cecílio Metelo, filho do cônsul em 251 a.C. e cônsul em 206 a.C. durante a Segunda Guerra Púnica.
- Marco Cecílio Metelo, filho do cônsul em 251 a.C. e pretor urbano em 206 a.C..
- Lúcio Cecílio Denter, pretor em 182 a.C., governou a Sicília.[12]
- Marco Cecílio Denter, um dos embaixadores enviados à corte de Perseu da Macedônia em 173 a.C. para espionar o Reino da Macedônia e a Alexandria para renovar os laços de amizade com Ptolemeu VI.[13]
- Quinto Cecílio Metelo, dito "Macedônico", filho do cônsul em 206 a.C., triunfou sobre Andrisco da Macedônia; foi cônsul em 143 a.C. e censor em 131 a.C..
- Lúcio Cecílio Metelo, dito "Calvo", filho do cônsul em 206 a.C. e cônsul em 142 a.C..
- Quinto Cecílio Metelo, dito "Baleárico", filho do cônsul em 143 a.C.; foi cônsul em 123 a.C. e censor em 120 a.C.; conquistou as ilhas Baleáricas e fundou diversas cidades nas ilhas.
- Lúcio Cecílio Metelo, dito "Dalmático", filho do cônsul em 142 a.C.; foi cônsul em 119 a.C. e censor em 115 a.C., triunfou sobre os dálmatas; posteriormente foi pontífice máximo.
- Lúcio Cecílio Metelo, dito "Diademado", filho do cônsul em 143 a.C.; foi cônsul em 117 a.C..
- Marco Cecílio Metelo, filho do cônsul em 143 a.C.; foi cônsul em 115 a.C. e triunfou sobre os sardenhos.
- Caio Cecílio Metelo, dito "Caprário", filho do cônsul em 143 a.C.; foi cônsul em 113 em a.C. e censor em 102 a.C.; triunfou sobre os trácios.
- Cecília Metela Macedônica, filha do cônsul em 143 a.C.; esposa de Caio Servílio Vácia.
- Cecília Metela Macedônica, esposa de Públio Cornélio Cipião Násica Serapião.
- Quinto Cecílio Metelo, dito "Numídico", filho do cônsul em 142 a.C.; foi cônsul em 109 a.C., censor em 102 a.C. e triunfou sobre Jugurta, do Reino da Numídia; foi expulso do Senado e forçado ao exílio por Lúcio Apuleio Saturnino; só retornou depois de vinte anos.
- Cecília Metela Calva, filho do cônsul em 142 a.C.; foi esposa de Lúcio Licínio Lúculo e mãe do jovem Lúculo, o conquistador de Mitrídates VI do Ponto.
- Quinto Cecílio Metelo, dito "Nepos", filho do cônsul em 123 a.C.; foi cônsul em 98 a.C..
- Cecília Metela Baleárica Maior, filha do cônsul em 123 a.C., foi uma virgem vestal.
- Cecília Metela Baleárica Menor, filha do cônsul em 123 a.C.; casou-se com Ápio Cláudio Pulcro.
- Cecília Metela Dalmática, filha do cônsul em 119 a.C.; casou-se primeiro com Marco Emílio Escauro e depois com o ditador Lúcio Cornélio Sula.
- Quinto Cecílio Metelo, dito "Pio", filho do cônsul em 109 a.C.; foi um dos mais vitoriosos generais do ditador Lúcio Cornélio Sula e cônsul em 80 a.C.; posteriormente foi pontífice máximo.
- Quinto Cecílio Metelo, dito "Crético", filho do cônsul em 113 a.C.; foi cônsul em 69 a.C. e triunfou sobre os cretenses.
- Cecília Metela Caprária, filha do cônsul em 113 a.C.; casou-se com o polêmico governador da Sicília Caio Verres em 70 a.C.[14]
- Lúcio Cecílio Metelo, filho do cônsul em 119 a.C.; foi cônsul em 68 a.C., mas morreu no começo de seu mandato.
- Marco Cecílio Metelo, filho do cônsul em 119 a.C.; foi pretor em 69 a.C..
- Quinto Cecílio Metelo Crético, provavelmente questor por volta de 60  a.C. com Caio Trebônio.[15][16]
- Quinto Cecílio Metelo, dito "Céler", neto do cônsul em 117 a.C.; foi cônsul em 60 a.C..
- Quinto Cecílio Metelo Nepos, filho do cônsul em 98 a.C.; foi cônsul em 57 a.C..
- Quinto Cecílio Metelo Pio Cipião, filho biológico de Públio Cornélio Cipião Násica Serapião, adotado por Quinto Cecílio Metelo Pio; nomeado cônsul ex calendas sextias em 52 a.C.; partidário de Pompeu.
- Quinto Cecílio Metelo, um equestre que enriqueceu emprestando dinheiro; morreu em 57 a.C. deixando sua fortuna para seu sobrinho, Tito Pompônio Ático.[17][18]
- Lúcio Cecílio Metelo, tribuno da plebe em 49 a.C.; impediu que Júlio César se apropriasse do tesouro sagrado.[19][20][21][22][23][24]
- Marco Cecílio Metelo, mencionado por Cícero em 60 a.C.[25]
- Quinto Cecílio Metelo Crético Silano, cônsul em 7.[26][27]

### Outros membros
- Estácio Cecílio, um poeta cômico do início do século II a.C..
- Cecílio Pina, um dos comandantes romanos durante a Guerra Social; derrotou os mársios em várias batalhas juntamente com Lúcio Licínio Murena. Como ele não é mencionado em outros registros, é possível que seu nome próprio tenha sido Cecílio Pio, pois Quinto Cecílio Metelo Pio teve um papel de destaque nesta guerra.[28]
- Quinto Cecílio Niger, um siciliano e questor de Caio Verres durante seu polêmico governo na Sicília romana. Disputou com Cícero o direito de processar Verres fingindo ser inimigo do antigo mestre, uma tentativa de afastar o grande advogado do caso. O discurso Divinatio em Caecilium foi proferido por Cícero contra Cecílio nesta ocasião.[29]
- Lúcio Cecílio Rufo, meio-irmão de Públio Cornélio Sula, foi tribuno da plebe em 63 a.C. e propôs que tanto Sula quanto Públio Autrônio Peto, que haviam sido eleitos cônsules para o ano de 66 a.C. e posteriormente condenados por suborno, deveriam receber permissão para assumirem seus mandatos. Porém, o próprio Sula convenceu-o a retirar a proposta. Rufo foi um aliado de Cícero e do partido aristocrático contra a reforma agrária em Roma. Foi pretor em 57 a.C. e propôs a reconvocação de Cícero do exílio, o que lhe valeu a inimizade de Públio Clódio Pulcro.[30][31]
- Quinto Cecílio, um equestre assassinado por seu cunhado, o rebelde Catilina, na época de Sula.[32][33]
- Quinto Cecílio Basso, um equestre e partidário de Pompeu; foi pretor em 46 a.C. e governador da Síria.
- Tito Cecílio, um primipilo no exército de Lúcio Afrânio, foi morto na Batalha de Ilerda (49 a.C.).[34]
- Cecília, esposa do jovem Públio Cornélio Lêntulo Espínter, que se divorciou dela em 45 a.C.[35]
- Cecília Ática, filha de Tito Pompônio Ático, casou-se com Marco Vipsânio Agripa.
- Quinto Cecílio Epirota, um gramático liberto de Tito Pompônio Ático, de quem era amigo.
- Tito Cecílio Eutíquides, um liberto de Tito Pompônio Ático; foi adotado por Quinto Cecílio Epirota.[36]
- Cecílio Calatino, um retórico judeu grego em Roma na época de Augusto.
- Caio Cecílio Rufo, cônsul em 17.[37][38]
- Cecílio Cornudo, um romano de classe pretorial durante o reinado de Tibério; foi injustamente acusado de conspirar contra o imperador e se matou.[39]
- Cecílio Bião, autor de uma obra sobre as propriedades medicinais das plantas utilizada por Plínio, o Velho.[40]
- Cecílio de Elvira, mais conhecido como São Cecílio, fundador tradicional da Arquidiocese de Granada por volta de 64 d.C..
- Cecílio Símplex, nomeado cônsul sufecto ex kal. nov. pelo imperador Vitélio em 69.[41][42]
- Cecílio Rufino, um senador expulso do Senado pelo imperador Domiciano por ter dançado.[43][44]
- Caio Plínio Cecílio Segundo, mais conhecido como "Plínio, o Jovem", um escritor romano do final do século I e início do II. Membro da gente Cecília por nascimento, filho de Lúcio Cecílio Cilo, foi adotado por seu tio materno, Caio Plínio Segundo, mais conhecido como Plínio, o Velho, e mudou seu nome.
- Sexto Cecílio, um jurista que pode ou não ser a mesma pessoa que Sexto Cecílio Africano.
- Sexto Cecílio Africanus, um jurista da segunda metade do século II.
- Cecílio, um escritor de Argos e autor de uma obra sobre a pesca.[45]
- Cecília, mais conhecida como Santa Cecília, uma semi-lendária matrona de Roma e mártir durante o reinado do imperador Alexandre Severo (230). Historiadores modernos acreditam que ela teria sido executada antes, na época de Marco Aurélio.
- Cecília Paulina, uma imperatriz romana durante a Crise do terceiro século, esposa de Maximino Trácio (r. 23–238) e mãe do césar Caio Júlio Vero Máximo. Provavelmente morreu em 236, quando foi deificada por Maximino.
- Cecílio Natal, o personagem que defende a causa do paganismo no diálogo de Marco Minúcio Félix "Otávio".[46][47]
- Tácio Cecílio Cipriano, um filósofo cristão e bispo de Cartago; foi martirizado e canonizado como São Cipriano.
- Lúcio Cecílio Firmiano Lactâncio, mais conhecido apenas como Lactâncio; escritor cristão e conselheiro de Constantino I (r. 306–337).